# Громин Долац
Громин Долац је насељено место у саставу општине Јелса, на острву Хвару, Сплитско-далматинска жупанија, Република Хрватска.

## Историја
До територијалне реорганизације у Хрватској налазио се у саставу старе општине Хвар.

## Становништво
На попису становништва 2011. године, Громин Долац је имао 3 становника.
| Број становника по пописима | Број становника по пописима | Број становника по пописима | Број становника по пописима | Број становника по пописима | Број становника по пописима | Број становника по пописима | Број становника по пописима | Број становника по пописима | Број становника по пописима | Број становника по пописима | Број становника по пописима | Број становника по пописима | Број становника по пописима | Број становника по пописима | Број становника по пописима |
| --------------------------- | --------------------------- | --------------------------- | --------------------------- | --------------------------- | --------------------------- | --------------------------- | --------------------------- | --------------------------- | --------------------------- | --------------------------- | --------------------------- | --------------------------- | --------------------------- | --------------------------- | --------------------------- |
| 1857                        | 1869                        | 1880                        | 1890                        | 1900                        | 1910                        | 1921                        | 1931                        | 1948                        | 1953                        | 1961                        | 1971                        | 1981                        | 1991                        | 2001                        | 2011                        |
| 65                          | 0                           | 54                          | 65                          | 88                          | 67                          | 0                           | 0                           | 35                          | 172                         | 28                          | 20                          | 10                          | 4                           | 4                           | 3                           |

Напомена: Исказује се као самостално насеље од 1991. Настало издвајањем дела насеља Јелса. У 1869, 1921. и 1931. подаци су садржани у насељу Јелса.

### Попис1991.
На попису становништва 1991. године, насељено место Громин Долац је имало 4 становника, следећег националног састава:
| Попис 1991.‍ | Попис 1991.‍ | Попис 1991.‍ | Попис 1991.‍ | Попис 1991.‍ |
| ----------- | ----------- | ----------- | ----------- | ----------- |
|             |             |             |             |             |
| Хрвати      | Хрвати      |             | 3           | 75,00%      |
| непознато   | непознато   |             | 1           | 25,00%      |
| укупно: 4   |             |             |             |             |